# Mylife
Mylife is een computerworm die zich verspreidt door e-mails te verzenden aan de opgeslagen contacten in het e-mailprogramma Microsoft Outlook. Het virus is ontdekt door MessageLabs in 2002.
De e-mail, die verzonden is door de computerworm, weergeeft een tekst en een afbeelding van een meisje dat een bloem vasthoudt.
Verder zijn er veel varianten die zich op deze structuur baseren, waaronder MyLife.B, dikwijls ook de Bill Clinton-worm genoemd. MyLife.B laat een afbeelding van een saxofoon spelende Bill Clinton zien.